# Arcidiecéze Oklahoma City
Arcidiecéze Oklahoma City (latinsky Archidioecesis Oclahomensis) je římskokatolická arcidiecéze na části území severoamerického státu Oklahoma se sídlem ve městě Oklahoma City a s katedrálou P. Marie ustavičné pomoci v Oklahoma City. Jejím současným arcibiskupem je Paul Stagg Coakley.

## Stručná historie
V roce 1876 zřídil papež Pius IX. Apoštolskou prefekturu Indian Territory, která byla v roce 1891 povýšena na Apoštolský vikariát Indian Territory. V roce 1905 z něj vznikla diecéze oklahomská, roku 1972 povýšená na arcidiecézi.

## Církevní provincie

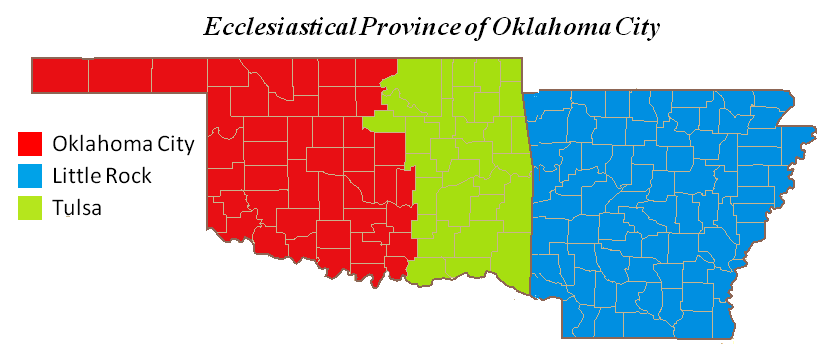
Mapa církevní provincie denverské

Jde o metropolitní arcidiecézi, jíž jsou podřízeny tyto sufragánní diecéze na území amerických států Arkansas a Oklahoma:
- diecéze Little Rock
- diecéze Tulsa